# Ilka Van de Vyver
Ilka Van de Vyver (Dendermonde, 26 januari 1993) is een Belgisch volleybalster. Ze speelt als spelverdeler. 

## Levensloop
Van de Vyver groeide op in Kruibeke en begon met volleyballen bij PNV Waasland. Vanaf het derde middelbaar studeerde ze aan de Topsportschool Vilvoorde, waarna ze in seizoen 2009-'10 aansloot bij Asterix Kieldrecht. Bij deze club werd ze driemaal landskampioen (2010, 2011 en 2012), tweemaal bekerwinnaar (2010 en 2011) en won ze eenmaal de Supercup (2010). Ook bereikte ze met Asterix in 2010 de finale van de Challenge Cup. Daarin bleek het Duitse Dresdner SC evenwel te sterk. In 2012 maakte ze de overstap naar het Franse RC Cannes. Ook met deze club werd ze driemaal landskampioen en won ze tweemaal de Beker van Frankrijk. Ook won ze met Cannes in 2012-'13 goud in de Top Volley Cup en in 2013-'14 en 2014-'15 brons. Vervolgens was ze actief bij het Italiaanse Il Bisonte Firenze en het Sloveense Calcit Ljubljana, waarmee ze de landstitel won. 
Van 2017 tot 2019 verdedigde Van de Vyver de kleuren van het Duitse Rote Raben Vilsbiburg en hierop aansluitend die van het Roemeense CSM Târgoviște, waarmee ze - als kapitein - voor de achtste maal landskampioen werd. In 2021 tekende ze bij het Duitse Allianz MTV Stuttgart. Met deze club uit Stuttgart werd ze landskampioen en bekerwinnaar. Ook bereikte ze er de finale van de CEV Cup. Daarin bleek het Turkse Eczacıbaşı Dynavit (met onder meer Laura Heyrman) echter te sterk. Voor 2022-'23 sloot Van de Vyver aan bij het Turkse Sigorta Ankara, maar verliet deze club halfweg het seizoen om terug te keren naar CSM Târgoviște. Met Târgoviște bereikte ze de halve finales van de CEV Cup. Sinds 2023 komt ze uit voor het eveneens Roemeense CSO Voluntari 2005.
Daarnaast was ze actief bij de Belgische nationale ploeg. In 2009 werd ze met het U18-team Europees kampioene en in 2010 behaalde ze met de Belgische volleymeisjes goud op de Olympische Jeugdzomerspelen te Singapore. In 2012 debuteerde Van de Vyver bij het seniorenteam, waarmee ze in 2013 een bronzen medaille behaalde op het Europees kampioenschap en een zilveren plak in de Europese volleyballeague van dat jaar. Op de Europese Spelen van 2015 in Bakoe eindigde ze met de nationale ploeg op de vijfde plaats. Na de commotie die eind 2021 was ontstaan rond bondscoach Gert Vande Broek kondigde ze haar afscheid bij de Yellow Tigers aan. Daarbij bevestigde ze de beschuldigingen die geuit werden door onder meer Freya Aelbrecht, Valérie Courtois en Hélène Rousseaux, maar nuanceerde deze enigszins door te stellen dat het voornamelijk betrekking had op gebeurtenissen van een aantal jaar eerder.
Haar jongere zus Jutta Van de Vyver en ouders (Julien Van de Vyver en Kato Snauwaert) zijn/waren eveneens actief in het volleybal.